# Сухулучень
Сухулучень (рум. Suhuluceni) — село у Теленештському районі Молдови. Адміністративний центр однойменної комуни, до складу якої також входить село Герменешть.

## Населення
За даними перепису населення 2004 року у селі проживали 1358 осіб.
Національний склад населення села:
| Національність       | Кількість осіб | Відсоток   |
| -------------------- | -------------- | ---------- |
| молдавани румуни     | 1303 48        | 95,9% 3,5% |
| українці             | 4              | 0,3%       |
| росіяни              | 2              | 0,1%       |
| інша / без відповіді | 1              | 0,1%       |
| Всього               | 1358           | 100%       |